# 細井雄二
細井 雄二（ほそい ゆうじ、本名同じ、1950年9月27日 - ）は、日本の漫画家。東京都三鷹市出身。別名：秋津わたる（あきつ わたる）。京都造形芸術大学芸術学部マンガ学科長・教授。

## 略歴
学生時代、菅野誠の主催する同人グループ「ミュータントプロ」に参加、同人誌「墨汁三滴」を作成。1968年に虫プロ発行「COM」誌で漫画家デビュー。高校卒業後、1969年から江波じょうじのアシスタントとなる。1971年、石森プロに入社し作画スタッフとなる。
1972年、講談社の雑誌『おともだち』の創刊に伴い、『仮面ライダー』の連載を担当。以後、特撮作品やテレビアニメの漫画化作品や児童漫画を主に執筆している。
2004年デジタルアーツ東京イラスト・マンガ学科講師、2009年宝塚大学非常勤講師。2011年4月京都造形芸術大学芸術学部マンガ学科兼任講師、2013年4月同准教授、2014年4月同教授、2016年4月同学科長。

## 作品リスト
- 仮面ライダーシリーズ
  - 仮面ライダー（原作：石ノ森章太郎、別冊たのしい幼稚園 1972年10月号別冊付録、 おともだち 1972年9月号-1973年2月号連載）
  - 仮面ライダーV3（原作：石ノ森章太郎、おともだち 1973年3月号-1974年3月号連載）
  - 仮面ライダーX（原作：石ノ森章太郎、おともだち 1974年4月号-10月号連載）
  - 仮面ライダーアマゾン（原作：石ノ森章太郎、おともだち 1974年11月号-1975年4月号連載）
  - 仮面ライダーストロンガー（原作：石ノ森章太郎、おともだち 1975年5月号-12月号連載）
  - 仮面ライダーZX（原作：石ノ森章太郎、テレビマガジン 1982年8月号-1983年1月号連載）※秋津わたる名義
  - 仮面ライダーBLACK RX（原作：石ノ森章太郎、コミックボンボン連載）
  - 仮面ライダーSDマイティーライダーズ（原作：石ノ森章太郎、テレビマガジン1992年-1994年連載）
  - 仮面ライダーSDばっ太くん（原作：石ノ森章太郎、テレビマガジン1994年-1999年連載）
- スーパー戦隊シリーズ
  - 秘密戦隊ゴレンジャー（原作：石ノ森章太郎、小学二年生 1975年4月号 -1977年3月号連載）
  - ジャッカー電撃隊（原作：石ノ森章太郎、小学二年生 1977年5月号 - 9月号連載）
  - バトルフィーバーJ（テレビランド 1979年3月号 - 1980年3月号連載）
  - 電子戦隊デンジマン （テレビランド 1980年3月号 - 1981年2月号連載）
  - 太陽戦隊サンバルカン（テレビランド 1981年3月号 - 1982年2月号連載）
  - 大戦隊ゴーグルファイブ（テレビランド 1982年3月号 - 1983年2月号連載）
  - 科学戦隊ダイナマン（テレビランド 1983年3月号 - 1984年2月号連載）
  - 超電子バイオマン（テレビランド 1984年3月号 - 1985年2月号連載）
  - 電撃戦隊チェンジマン（テレビランド 1985年3月号 - 1986年3月号連載）
  - 超新星フラッシュマン（テレビランド 1986年4月号 - 1987年3月号連載）
  - 光戦隊マスクマン（テレビランド 1987年4月号 - 1988年3月号連載）
  - 超獣戦隊ライブマン（テレビランド 1988年4月号 - 1989年3月号連載）
  - 高速戦隊ターボレンジャー（テレビランド 1989年4月号 - 1990年3月号連載）
  - 地球戦隊ファイブマン（テレビランド 1990年4月号 - 1991年3月号連載）
- 変身忍者嵐（原作：石ノ森章太郎、おともだち 1972年　-1973年 連載）
- 人造人間キカイダー（原作：石ノ森章太郎、作画スタッフ：土山よしき・細井雄二・山田ゴロ、少年サンデー連載 1972年）
- 人造人間キカイダー（原作：石ノ森章太郎、小学館BOOK連載 1973年）
- キカイダー01（原作：石ノ森章太郎、小学二年生 1973年7月号-1974年3月号連載）
- キカイダー01（原作：石ノ森章太郎、小学館BOOK連載 1973年）
- ロボット刑事（原作：石ノ森章太郎、テレビランド 1973年6月号 - 10月号連載）
- 真理ちゃんとデイト（小学二年生　1972年12月号 - 1973年4月号連載）
- となりの真理ちゃん（小学二年生　1973年5月号 - 10月号連載）
- とび出せ!真理ちゃん（小学二年生　1973年11月号 - 1974年3月号連載）
- オズの魔法使い（原作：ライマン・フランク・ボーム、テレビランド 1974年 - 1975年 連載）※秋津わたる名義
- アクマイザー3（原作：石ノ森章太郎、テレビランド 1975年10月号 - 1976年7月号 連載）
- 大空魔竜ガイキング（原作：無記名[5]、第1巻1976年７月30日、第2巻1976年11月25日、サンコミックス全2巻 描きおろし）
- 超神ビビューン（原作：石ノ森章太郎、テレビランド 1976年8月号 - 1977年3月号 連載）
- マグネロボ ガ・キーン（原作：東映動画プロジェクトチーム、テレビマガジン1977年1月増刊号読み切り）
- 快傑ズバット（原作：石ノ森章太郎、テレビランド 1977年2月号 - 8月号連載）
- 大鉄人17（原作：石ノ森章太郎、テレビマガジン1977年4月増刊号読み切り）
- 冒険ファミリー ここは惑星0番地（テレビマガジン連載）
- 恐竜大戦争アイゼンボーグ（小学一年生 1977年11月号-1978年3月号連載）
- 刑事犬カール（原作：佐々木守 小学二年生  1977年11月号-12月号連載）
- 超電磁マシーン ボルテスV（てれびくん連載）
- 奇跡の野球王ベーブ・ルース（コロコロコミックNo.1読み切り）
- 怪奇野球伝 のろいの背番号（コロコロコミックNo.2読み切り）
- －王選手名勝負物語－王選手756号への道（原作：三宅泰人、コロコロコミックNo.3読み切り）
- 王選手800号への道（コロコロコミックNo.7読み切り）
- 怪奇!口裂け女（コロコロコミック1979年9月号読み切り）
- 恐怖の化猫（コロコロコミック1979年11月号読み切り）
- 怪奇!猫屋敷のなぞ（コロコロコミック1980年9月号読み切り）
- ムサシとコジロー（原作：辻真先、小学五年生 1980年4月号 - 1981年3月号）
- スーパー･ムサシ（原作：辻真先、小学五年生 1981年4月号 - 1982年3月号）
- ミラクル･ムサシ（原作：辻真先、小学五年生 1982年4月号 - 1983年3月号）
- ファミコン必勝コミック｢じゃじゃ丸の大冒険｣ （小学六年生 1986年11月号）
- ウルトラマンキッズ（テレビマガジン連載）
- 餓狼伝説シリーズ（コミックボンボン連載）
- ザ・キング・オブ・ファイターズ(コミックボンボン増刊号)
- トンデモ伝説トランスフォーマーズ（テレビマガジン 2003年5月号 - 連載）
- 黎明の艦隊（原作：檀良彦）
- かいけつカッコマン（テレビマガジン連載）
- ごきげんゴジラくん（テレビマガジン連載）
- らんらん乱丸（テレビマガジン連載）
- ウルトラマン（テレビマガジン連載）
- 少年探偵ジュンの事件簿（コミックボンボン連載）
- カードダス少年団（コミックボンボン増刊号→デラックスボンボン 1989年-1991年12月号連載）
- 快獣ブースカ（テレビランド 1991年4月号 -1997年2月号連載）
- 天空の要塞（原作：田中光二）
- 超潜水艦出撃（原作：田中光二）
- 蒼空の盾（原作：内田弘樹
- 新鎧伝サムライトルーパー（原作：矢立肇 デラックスボンボン 1992年連載）
- ファイナルファイト・ガイ（コミックボンボン増刊号読み切り）
- 小さなヒーロー デンチマン（テレビマガジン 2001年2月号-2002年6月号連載）
- 電動作戦　ガッタイオー（テレビマガジン 2002年7月号-2003年4月号連載）
- 元気の元（コミックボンボン 2007年12月号読み切り）
- SDガンダムフォース外伝
- 大陸極王伝 はるかなる流雲 （原作：飯島健男　覇王マガジン1996年）
- それゆけ!ガッテンダー （ヒーローマガジン 1989年10月号 - 1990年7月号）

## 師匠
- 石ノ森章太郎
- 江波譲二